# بزرگراه عبوری آمازون
بزرگراه عبوری آمازون یا ترنس‌آمازونیکا (به پرتغالی: Rodovia Transamazônica) جاده‌ای با طول بیش از ۴۰۰۰ کیلومتر در برزیل است. این جاده در ۲۷ سپتامبر ۱۹۷۲ معرفی شد و سومین بزرگراه برزیل از لحاظ مسافت است. بخشی از بزگراره عبوری آمازون از جنگل‌های آمازون گذر می‌کند.